# 王德源
王德源（英語：Wong Tak-yuen，1997年9月4日—），前屯門社區網絡發言人，前香港屯門區議會良景選區議員。

## 從政

### 2016年良景邨小販衝突事件初露鋒芒
當時領展外判管理商疑因不滿良景小販與街市熟食檔「爭生意」，遂派出疑似有黑社會背景的「管理員」，驅趕良景小販。王德源偕同其他屯門社區網絡成員於年初一（2月8日）及年初三（2月10日）分別於網上呼籲市民到良景「食魚蛋」，為良景區小販發聲。

### 良景邨大堂天價裝修工程事件
2018年間，良景邨業主立案法團突然提出維修大堂工程，維修大堂工程費用高達2500萬至3800萬，被質疑圍標，嚴重損害業主權益，當區區議員程志紅並沒有為事件表達，被質疑官商勾結。王德源以派發傳單，家訪形式解釋天價工程的不合理之處，並向民政署尋求法律諮詢，再去信要求房署以最大業主身份反對工程，最後號召超過1200位業主出席業主大會，以8成業權分數成功推翻天價工程。

### 參與選舉
2019年11月24日，王德源參選區議會選舉，參選地區為良景選區，最後以4073票成功擊敗另外兩名候選人，分別是熱血公民的鄧文傑及尋求連任的民建聯成員程志紅。

## 個人生活
王德源已婚，妻子為北區區議會彩園選區前區議員林子。

## 外部連結
- 王德源的Facebook專頁
- . 屯門區議會. 2020-06-12  [2020-08-24] （中文（香港））.

| 議會席位      | 議會席位                                              | 議會席位 |
| ------------- | ----------------------------------------------------- | -------- |
| 前任： 程志紅 | 屯門區議會 良景選區區議員 2020年1月1日－2021年10月7日 | 空缺     |
| 政黨職務      |                                                       |          |
| 前任： 不詳   | 屯門社區網絡發言人 2020年－2021年9月30日              | 空缺     |